# Cudmore-Nationalpark
Der Cudmore-Nationalpark (engl.: Cudmore National Park) ist ein Nationalpark im Osten des australischen Bundesstaates Queensland.

## Lage
Er liegt 844 Kilometer nordwestlich von Brisbane und 120 Kilometer nordöstlich von Barcaldine.
In der Nachbarschaft liegen die Nationalparks Narrien Range und Epping Forest.

## Flora
Im Nationalpark wird lichter Wald mit Poplar Box-Eukalyptus (Eucalyptus populnea), teilweise mit Archidendropsis basaltica als Unterholz geschützt.

## Zufahrt
Der Nationalpark und die östlich angrenzende Cudmore Resources Reserve, ein staatliches Schutzgebiet, sind nur von Osten her über unbefestigte Straßen erreichbar. Von Alpha am Capricorn Highway führt eine Piste 131 Kilometer nach Norden zur Siedlung Forrester, die wenige Kilometer östlich der Reserve liegt. Diese Siedlung in der Nähe des Oberlaufes des Belyando River ist auch noch von Nordosten her über verschiedene, unbefestigte Straßen erreichbar, die von der Gregory Developmental Road abzweigen.